# Galgamácsa, Pesta
Galgamácsa  este un sat în districtul Aszód, județul Pesta, Ungaria, având o populație de 1.878 de locuitori (2011). 

## Demografie
Componența etnică a satului Galgamácsa
     Maghiari (97,2%)
     Romi (1,03%)
     Necunoscut (0,34%)
     Alții (1,43%)
Componența confesională a satului Galgamácsa
     Romano-catolici (56,5%)
     Fără religie (6,71%)
     Luterani (4,74%)
     Reformați (4,58%)
     Necunoscută (26,25%)
     Alte religii (4,37%)
Conform recensământului din 2011, satul Galgamácsa avea 1.878 de locuitori. Din punct de vedere etnic, majoritatea locuitorilor (97,2%) erau maghiari, cu o minoritate de romi (1,03%). Apartenența etnică nu este cunoscută în cazul a 0,34% din locuitori.  Din punct de vedere confesional, majoritatea locuitorilor (56,5%) erau romano-catolici, existând și minorități de persoane fără religie (6,71%), luterani (4,74%) și reformați (4,58%). Pentru 26,25% din locuitori nu este cunoscută apartenența confesională.